# Nácer Adaulá ibne Hamadã
Nácer Adaulá ibne Hamadã foi um descendente da dinastia hamadânida que tornou-se general do Califado Fatímida. Desempenhou um papel proeminente na guerra civil de 1067–73 entre as tropas turcas e núbias dos fatímidas como líder das primeiras. Neste confronto, requisitou a assistência dos seljúcidas e mesmo tentou abolir o califa Almostancir (r. 1036–1094) e restaurar a aliança com os abássidas. Ele conseguiu tornar-se mestre do Cairo e reduziu Almostancir a um fantoche impotente, enquanto seus turcos saquearam o palácio e o tesouro.
Seu regime tirânico crescente levou a uma cisão e ele foi deposto por algum tempo, mas foi capaz de readquirir o controle do Cairo em 1071/1072. Seu governo foi encerrado com seu assassinato e de sua família em março/abril de 1073. As condições anárquicas do país continuaram até Almostancir solicitar a ajuda do governador da Palestina, Badre Aljamali, no final de 1073.